# Матильда Фицрой
Мати́льда Фицро́й, графи́ня Перш (англ. Matilda FitzRoy, Countess of Perche; ум. 25 ноября 1120, близ Барфлёра) — внебрачная дочь короля Англии Генриха I, жена Ротру III дю Перша, погибшая при крушении Белого корабля.

## Биография
Матильда была внебрачной дочерью короля Англии Генриха I; матерью девочки была некая Эдит, о которой известно только то, что она владела землями в Девоне и пережила свою дочь. По отцу Матильда была внучкой Вильгельма I Завоевателя и Матильды Фландрской; среди единокровных братьев и сестёр Матильды были императрица того же имени, наследник английского престола Вильгельм Аделин, Роберт, 1-й граф Глостер и другие. В эпоху Высокого Средневековья внебрачные дети не всегда признавались своими отцами, тем не менее Матильда стала одним из 20 бастардов Генриха I, которых он признал. Дочерью короля Матильду называет Ордерик Виталий; проблема, связанная с идентификацией Матильды, заключалась в том, что в источниках упоминаются несколько дочерей Генриха I с тем же именем, в том числе законнорожденная дочь Матильда и по меньшей мере две внебрачные.
В 1103 году Матильда вышла замуж за Ротру III дю Перша, для которого это был второй брак. Ордерик Виталий отмечал, что Генрих значительно обогатил супруга Матильды, даровав ему земли в Англии; также в качестве приданого Матильда получила владения в Уилтшире, а уже после свадьбы супруги получили во владение поместье Беллем в Нормандии, конфискованное в 1102 году у Роберта де Беллема, графа Шрусбери. Согласно различным источникам, в браке Матильды и Ротру родились две дочери: Филиппа, которая была замужем за Эли II, графом Мэна, и Фелиция.
В 1105/1107 году Матильда и Ротру засвидетельствовали хартию о пожертвовании, сделанном Гильомом де Луаселем монастырю Сен-Дени-де-Ножан.
В конце 1120 года Матильда оказалась в составе большой группы англонормандских аристократов и придворных Генриха I, которая отправилась через Ла-Манш, из Нормандии в Англию, на «Белом корабле». На борту этого судна был в том числе и наследник престола Вильгельм Аделин. Отправление «Белого корабля» сопровождалось празднеством и распитием вина, из-за чего пассажиры и команда к моменту отплытия были очень пьяны. Вильгельм приказал капитану обогнать другие корабли, раньше вышедшие из гавани, чтобы прибыть в Англию первыми. К этому времени уже наступила ночь, и в темноте судно наскочило на скалу. Наследник престола мог спастись, но, уже отплывая в шлюпке от гибнущего корабля, он услышал крики Матильды о помощи. Принц повернул назад, чтобы забрать сестру; другие люди, находившиеся на «Белом корабле», в попытке спастись опрокинули шлюпку, и Вильгельм утонул вместе с ними. Матильда тоже погибла. О том, что Матильда утонула во время крушения Белого корабля, упоминают продолжатель Флоренса Вустерского и Вильям Мальмсберийский.